# Гай-Пойнт (округ Ернандо, Флорида)
Гай-Пойнт (англ. High Point) — переписна місцевість (CDP) в США, в окрузі Ернандо штату Флорида. Населення — 3873 особи (2020).

## Географія
Гай-Пойнт розташований за координатами 28°32′50″ пн. ш. 82°31′15″ зх. д. / 28.54722° пн. ш. 82.52083° зх. д. (28.547252, -82.520941).  За даними Бюро перепису населення США в 2010 році переписна місцевість мала площу 12,89 км², з яких 12,84 км² — суходіл та 0,05 км² — водойми.

## Демографія
Згідно з переписом 2010 року, у переписній місцевості мешкало 3686 осіб у 1870 домогосподарствах у складі 1094 родин. Густота населення становила 286 осіб/км².  Було 2313 помешкання (179/км²).
Расовий склад населення:
| - 96,7 % — білих - 0,6 % — чорних або афроамериканців - 0,5 % — азіатів - 0,3 % — корінних американців |

До двох чи більше рас належало 1,1 %. Частка іспаномовних становила 4,1 % від усіх жителів.
За віковим діапазоном населення розподілялося таким чином: 10,1 % — особи молодші 18 років, 43,2 % — особи у віці 18—64 років, 46,7 % — особи у віці 65 років та старші. Медіана віку мешканця становила 63,5 року. На 100 осіб жіночої статі у переписній місцевості припадало 87,5 чоловіків;  на 100 жінок у віці від 18 років та старших — 86,6 чоловіків також старших 18 років.
Середній дохід на одне домашнє господарство  становив 37 828 доларів США (медіана — 29 890), а середній дохід на одну сім'ю — 44 433 долари (медіана — 41 524). Медіана доходів становила 31 847 доларів для чоловіків та 34 808 доларів для жінок. За межею бідності перебувало 16,2 % осіб, у тому числі 36,4 % дітей у віці до 18 років та 7,4 % осіб у віці 65 років та старших.
Цивільне працевлаштоване населення становило 876 осіб. Основні галузі зайнятості: роздрібна торгівля — 17,2 %, освіта, охорона здоров'я та соціальна допомога — 16,9 %, мистецтво, розваги та відпочинок — 14,5 %.